# Il grande fulmine
Il grande fulmine (in russo Большая молния?, 'Bol'šaâ molniâ') è un'opera incompiuta, abbozzata nel 1932 da Dmitrij Dmitrievič Šostakovič.

## Storia
Il manoscritto è stato trovato dalla musicologa russa Olga Digonskaya. Parte del materiale musicale è stato preso in prestito dalla composizione precedente, Giustiziati con condizionale (Hypothetically Murdered), op. 31. La musica per Il grande fulmine fu alla fine smontata e rielaborata per Orango, a causa della sua mancanza di fiducia nel libretto. Shostakovich riuscì a scrivere appena l'ouverture e otto brani successivi, che durano in tutto circa 17 minuti. Il titolo originale potrebbe essere stato letteralmente Unghia nella polvere (Nail in the Powder). L'opera contiene parodie di Il papavero rosso (Krasnyj mak) di Glière e Rondo alla ingharese quasi un capriccio [sic] (La rabbia per il centesimo perso, sprecato in un capriccio) di Beethoven.
Il lavoro era stato commissionato dal Teatro Malyj e il libretto fu scritto Nikolai Aseev e trattava di una squadra di specialisti sovietici in visita in America. Fu presentato in anteprima l'11 febbraio 1981 a Leningrado, nella Grande Sala Filarmonica, diretto da Gennadij Roždestvenskij. La prima registrazione è stata della Orchestra Sinfonica di Stato Russa diretta da Valery Polyansky.